# Caligus brevicaudatus
Caligus brevicaudatus is een eenoogkreeftjessoort uit de familie van de Caligidae. De wetenschappelijke naam van de soort is voor het eerst geldig gepubliceerd in 1901 door A. Scott.